# 格奥尔基·科瓦丘
格奥尔基·科瓦丘（羅馬尼亞語：Gheorghe Covaciu，1957年7月8日—），罗马尼亚男子手球运动员。他曾代表罗马尼亚国家队参加1984年夏季奥林匹克运动会手球比赛，获得一枚铜牌。